# 20587 Jargoldman
20587 Jargoldman è un asteroide della fascia principale. Scoperto nel 1999, presenta un'orbita caratterizzata da un semiasse maggiore pari a 2,9685190 UA e da un'eccentricità di 0,1184226, inclinata di 1,06667° rispetto all'eclittica.